# Neatus picipes
Neatus picipes – gatunek chrząszcza z rodziny czarnuchowatych i podrodziny Tenebrioninae. Zamieszkuje palearktyczną Eurazję.

## Taksonomia
Gatunek ten opisany został po raz pierwszy w 1797 roku przez Johanna Friedricha Wilhelma Herbsta pod nazwą Tenebrio picipes.

## Morfologia
Chrząszcz o stosunkowo płaskim, wydłużonym ciele o równoległych w zarysie bokach, osiągającym od 12 do 16 mm długości. Oskórek jest słabo błyszczący, zwykle czarny, rzadko ciemnobrązowy. Ogólnym wyglądem owad ten jest bardzo podobny do mącznika młynarka.
Głowa jest szersza niż dłuższa, zaokrąglona, gęsto i drobno punktowana, o głęboko z przodu wykrojonych występami policzków oczach oraz krótkich, nieosiągających tylnego brzegu przedplecza, stopniowo ku szczytom rozszerzonych czułkach. Po bokach wargi dolnej nie występują zęby.
Przedplecze jest szersze niż dłuższe, najszersze pośrodku, w zarysie prostokątne z głęboko wykrojoną krawędzią przednią, równomiernie zaokrąglonymi krawędziami bocznymi i dwufalistą krawędzią tylną, o wszystkich kątach wyraźnych i prostych. Na jego powierzchni występuje drobna, ziarenkowata mikrorzeźba oraz dwa rozmiary punktów – drobne występujące na całej oraz gęste, duże i głębokie występujące tylko na bokach. Środkowy odcinek tylnej krawędzi przedplecza ma pojedynczą listewkę brzeżną. Tarczka jest szersza niż dłuższa, pięciokątna, gęsto i silnie punktowana. Pokrywy są najszersze w ⅔ długości. Rzędy mają drobne, głębokie, miejscami zlewające się ze sobą punkty. Prawie płaskie, tylko przy barkach lekko wypukłe międzyrzędy są gładkie z rozproszonym i drobnym punktowaniem. Odnóża tylne mają stopy o członie pierwszym tak długim jak dwa następne razem wzięte.

## Ekologia i występowanie
Owad saproksyliczny, związany ze starymi drzewami liściastymi, w tym bukami, dębami, gruszami, jabłoniami, wiśniami, wiązami i wierzbami. Zasiedla nasłonecznione skraje lasów, lasy łęgowe, stare parki, zaniedbane sady i ogrody, nasadzenia przydrożne, a nawet drzewa samotne. Preferuje stanowiska wilgotne. Zarówno larwy, jak i postacie dorosłe bytują pod zmurszałą korą, w próchnowiskach, dziuplach oraz chodnikach owadów ksylofagicznych i kariofagicznych. Larwy są saprofagami, a osobniki dorosłe cechuje wszystkożerność. Cykl rozwojowy jest dwuletni. Postacie dorosłe aktywne są od wiosny do jesieni i stanowią stadium zimujące.
Gatunek holarktyczny. W Europie znany jest z Wielkiej Brytanii, Francji, Niemiec, Szwajcarii, Austrii, Włoch, Danii, Estonii, Łotwy, Polski, Czech, Słowacji, Węgier, Białorusi, Ukrainy, Rumunii, Bułgarii, Chorwacji, Grecji oraz europejskiej części Rosji. W Azji notowany jest z syberyjskiej i dalekowschodniej części Rosji, anatolijskiej części Turcji, Kazachstanu, Iranu, Nepalu, Chin, Korei Północnej, Korei Południowej i Japonii. W Polsce notowany jest ze stosunkowo nielicznych stanowisk, ale nie uchodzi za rzadkiego. Na „Czerwonej liście gatunków zagrożonych Republiki Czeskiej” z kolei umieszczony jest jako gatunek bliski zagrożenia wymarciem (NT).